# Pearls of Passion
Pearls of Passion ist das Debütalbum von Roxette. Es wurde im Oktober 1986 bei EMI veröffentlicht. In den schwedischen Charts erreichte es Platz 2. Später wurde es mehrfach wiederveröffentlicht.
In Schweden wurde kurz danach ein Remixalbum namens Dance Passion veröffentlicht, welches bis heute nur auf LP in offizieller Form existiert.

## Entstehung
Das Album wurde 1986 in den EMI-Studios in Stockholm aufgenommen und in Schweden und Kanada herausgebracht, aber erst 1997 international veröffentlicht, dann unter dem Titel Pearls of Passion – The First Album. In Kanada, wo abweichend der Song Soul Deep in der 7"-Version auf dem Album war, wurde es bereits 1989 nach dem Erfolg von Look Sharp! wiederveröffentlicht. In Skandinavien gab es bereits 1991 eine erneute Veröffentlichung von Pearls of Passion. Bereits im Sommer 1986 erschien vorab die erste Single Neverending Love.
Soul Deep erschien später auf Joyride und So Far Away auf Tourism.

## Rezeption
Jason Damas von AllMusic schrieb, obwohl Per Gessle ein Songschreiber sei, der fast nie ein schlechtes Lied abliefere, sei hier doch zu viel „trockenes Material“ enthalten. Er gab dem Album 1,5 von 5 Sternen.

## Titelliste
1. Soul Deep – 3:41
2. Secrets That She Keeps – 3:48
3. Goodbye to You – 4:03
4. I Call Your Name – 3:39
5. Surrender – 4:23
6. Voices (Musik: Marie Fredriksson & Per Andersson) – 4:46
7. Neverending Love – 3:30
8. Call of the Wild – 4:32
9. Joy of a Toy (Musik: Mats Persson & Gessle) – 3:09
10. From One Heart to Another – 4:11
11. Like Lovers Do – 3:25
12. So Far Away (Text: Per Gessle & Hasse Huss) – 5:17

## Chartplatzierungen

### Album
| Jahr | Titel             | Höchstplatzierung, Gesamtwochen, AuszeichnungChartsChartplatzierungen (Jahr, Titel, Platzierungen, Wochen, Auszeichnungen, Anmerkungen) | Anmerkungen                                                |
| Jahr | Titel             | SE | Anmerkungen                                                |
| ---- | ----------------- | --- | ---------------------------------------------------------- |
| 1986 | Pearls of Passion | SE2 (13 Wo.)SE | Erstveröffentlichung: 31. Oktober 1986 Verkäufe: + 800.000 |

### Singles
| Jahr | Titel            | Höchstplatzierung, Gesamtwochen, AuszeichnungChartsChartplatzierungen (Jahr, Titel, , Platzierungen, Wochen, Auszeichnungen, Anmerkungen) | Anmerkungen                            |
| Jahr | Titel            | SE | Anmerkungen                            |
| ---- | ---------------- | --- | -------------------------------------- |
| 1986 | Neverending Love | SE3 (8 Wo.)SE | Erstveröffentlichung: 8. Juli 1986     |
| 1986 | Goodbye to You   | SE9 (4 Wo.)SE | Erstveröffentlichung: 3. Dezember 1986 |
| 1987 | Soul Deep        | SE18 (3 Wo.)SE | Erstveröffentlichung: 17. Februar 1987 |